# Saint-Rogatien

Saint-Rogatien este o comună în departamentul Charente-Maritime, Franța. În 1 ianuarie 2022 avea o populație de 2.394 de locuitori.